# LiveLeak
LiveLeak fue un sitio web de vídeos, localizado en Londres, Reino Unido, que permitió a los usuarios publicar y compartir vídeos. El sitio fue fundado el 31 de octubre de 2006, lanzado como versión doméstica del sitio chocante Ogrish.com;  su objetivo fue tomar imágenes de la realidad, la política, la guerra y otros eventos mundiales y combinarlos con el poder del periodismo ciudadano. Hayden Hewitt de Manchester es el único miembro público del equipo fundador de LiveLeak.

## Controversia
Los videos destacados a menudo incluyen contenido gráfico de accidentes fatales o tiroteos. Aunque en 2016, Liveleak había reducido su contenido controvertido, el sitio frecuentemente generó controversia hasta alrededor de 2008, principalmente debido a su contenido gráfico y político. El sitio saltó a la fama en 2007 tras la filmación no autorizada y la filtración de la ejecución de Saddam Hussein, y fue mencionado por el secretario de prensa de la Casa Blanca, Tony Snow, y el entonces primer ministro del Reino Unido Tony Blair.
El 30 de julio de 2007, el programa Panorama de la BBC transmitió un programa sobre cómo los jóvenes fueron agredidos físicamente y quedaron inconscientes. Cuándo Panorama consultó los "vídeos extremadamente violentos" que se habían publicado en LiveLeak, el  cofundador Hayden Hewitt se negó a borrarlos, diciendo, "Miren todo lo que está pasando, esto es la vida real , esto está pasando, lo vamos a mostrar." LiveLeak declara que hay relativamente pocos vídeos de este tipo en el sitio y que si se encuentra a quienes subieron dichos vídeos, si han participado en el ataque violento o lo han filmado ellos mismos, esto ayudaría a la policía en cualquier proceso judicial.
LiveLeak volvió a estar en el punto de mira en marzo de 2008, cuando acogió la película contra el Corán Fitna realizada por el político holandés Geert Wilders. LiveLeak se mantiene estrictamente imparcial en su enfoque hacia los miembros y su contenido, creyendo en la libertad de expresión dentro de las reglas del sitio, independientemente de cuán determinado contenido pueda ofenderlos personalmente. Fitna fue retirada después de que se realizaran amenazas contra el personal de LiveLeak, pero volvió a estar en línea el 30 de marzo de 2008 después de que LiveLeak supuestamente mejoró la seguridad. El vídeo fue eliminado una vez más dos días después, el 1 de abril; esta vez fue eliminado por el usuario citando que fue eliminado debido a conflictos de derechos de autor y una nueva versión se cargará "pronto".
Un vídeo del periodista estadounidense James Foley fue publicado por combatientes islamistas en YouTube antes de que, según informa US News & World Report, YouTube lo eliminara y lo demandara, la versión LiveLeak se disparó." En respuesta a ese vídeo , los líderes del sitio web declararon que no recibirían "más decapitaciones llevadas a cabo por ISIS" El sitio web continuará albergando el video original que representa las secuelas de la ejecución de Foley.
El 5 de mayo de 2021 sin previo aviso Hayden Hewitt, uno de los confundadores de LiveLeak, cerró la plataforma alegando que Internet había cambiado mucho y estaban preparados para probar algo nuevo.

## Sociedades
El 24 de marzo de 2014, LiveLeak y Ruptly anunciaron una sociedad de contenido.